# حكومة رامي الحمد الله الأولى
حكومة رامي الحمد الله الأولى هي الحكومة الفلسطينية الخامسة عشر، كانت برئاسة رامي الحمد الله، واستمرت منذ 6 يونيو 2013 وحتى 19 سبتمبر 2013.

## تشكيلة الحكومة
كُلف رامي الحمد الله بتشكيل الحكومة الجديدة في 2 يونيو 2013 بواسطة الرئيس الفلسطيني محمود عباس. وأدت حكومة رامي الحمد الله الأولى اليمين القانونية في 6 يونيو 2013 وباشرت عملها.
في 8 يونيو 2013، أصدر الرئيس محمود عباس مرسومًا بتعديل الحكومة وإضافة أنور أبو عيشة وزيرًا للثقافة.
كانت تشكيلة الحكومة على النحو الآتي:
| ت  | الحقيبة الوزارية                      | الاسم                         | ملاحظة                                |
| -- | ------------------------------------- | ----------------------------- | ------------------------------------- |
| 1  | رئيس الوزراء                          | رامي وليد كامل حمد الله       |                                       |
| 2  | نائب رئيس الوزراء                     | زياد محمود حسين أبو عمرو      |                                       |
| 3  | نائب رئيس الوزراء للشؤون الاقتصادية   | محمد عبد الله محمد مصطفى      |                                       |
| 4  | وزير الشؤون الخارجية                  | رياض نجيب عبد الرحمن المالكي  |                                       |
| 5  | وزير الداخلية                         | سعيد عبد الرحمن أحمد أبو علي  |                                       |
| 6  | وزير المالية                          | شُكري أسعد شكري بشارة          |                                       |
| 7  | وزير العدل                            | علي جميل مصطفى مهنا           |                                       |
| 8  | وزير العمل                            | أحمد عبد السلام حسن مجدلاني   |                                       |
| 9  | وزير التربية والتعليم والتعليم العالي | علي زيدان محمود أبو زهري      |                                       |
| 10 | وزير الشؤون الاجتماعية                | كمال العبد الشرافي            |                                       |
| 11 | وزير الأوقاف والشؤون الدينية          | محمود صدقي عبد الرحمن الهباش  |                                       |
| 12 | وزير الشؤون المرأة                    | ربيحة ذياب حسين حمدان         |                                       |
| 13 | وزير الشؤون الأسرى والمحررين          | عيسى أحمد عبد الحميد قراقع    |                                       |
| 14 | وزير الأشغال العامة والإسكان          | ماهر محمد راتب غنيم           |                                       |
| 15 | وزير الشؤون القدس                     | عدنان غالب جواد الحسيني       |                                       |
| 16 | وزير الاقتصاد الوطني                  | جواد ناجي عوض حرز الله        |                                       |
| 17 | وزير السياحة والآثار                  | رولا نبيل جبران معايعة        |                                       |
| 18 | وزير الاتصالات وتكنولوجيا المعلومات   | صفاء علي طه ناصر الدين        | أدت اليمين القانونية في 9 يونيو 2013. |
| 19 | وزير الزراعة                          | وليد محمود محمد عساف          |                                       |
| 20 | وزير الصحة                            | جواد محمد قطيش عواد           |                                       |
| 21 | وزير الحكم المحلي                     | سائد راجي أحمد الكوني         |                                       |
| 22 | وزير النقل والمواصلات                 | نبيل محمد عوض ضميدي           |                                       |
| 23 | وزير دولة لشؤون التخطيط               | محمد عوني محمد أبو رمضان      |                                       |
| 24 | وزير الثقافة                          | أنور جمال عبد المحسن أبو عيشة | أدى اليمين القانونية في 9 يونيو 2013. |
| /  | أمين عام مجلس الوزراء                 | فواز محمد عبد الرحمن عقل      |                                       |

## استقالة الحمد الله
بعد أيام قليلة من تشكيل الحكومة، وتحديداً في تاريخ 20 يونيو 2013، قدم رئيس الوزراء رامي الحمد الله استقالته من الحكومة. وفي ضوء ذلك، أرسل الرئيس محمود عباس وفداً رئاسياً إلى منزل رامي الحمد الله الواقع في حي السيد في مدينة طولكرم لمحاولة إقناعه بالعدول عن الاستقالة، إلا أن الحمد الله أصر على ذلك. يذكر أن النقاشات المغلقة استمرت في منزل الحمد الله لمدة 3 ساعات، وغادر الوفد منزل الحمد الله في مدينة طولكرم لإبلاغ الرئيس محمود عباس بقرار الحمد الله النهائي، وكان الوفد الرئاسي قد تشكل من أمين عام الرئاسة الفلسطينية الطيب عبد الرحيم، ورئيس ديوان الرئاسة حسين الأعرج، ومدير جهاز المخابرات العامة الفلسطينية اللواء ماجد فرج.

## وصلات خارجية
- الموقع الرسمي لمجلس الوزراء الفلسطيني